# Nār Āb
Nār Āb (persiska: نار آب, Nārāb) är en ort i Iran.   Den ligger i provinsen Östazarbaijan, i den nordvästra delen av landet, 400 km nordväst om huvudstaden Teheran. Nār Āb ligger 2 234 meter över havet och antalet invånare är 175.
Terrängen runt Nār Āb är lite bergig. Runt Nār Āb är det ganska glesbefolkat, med 40 invånare per kvadratkilometer. Närmaste större samhälle är Jeldeh Bākhān, 14,5 km väster om Nār Āb. Trakten runt Nār Āb består i huvudsak av gräsmarker.